# Mr. Sunshine
Mr. Sunshine (coreà: 미스터 션샤인; romanitzat Miseuteo Syeonsyain) és una sèrie de televisió sud-coreana del 2018 basada en fets històrics reals que transcorre a Hanseong (l'actual Seül) a finals del segle xix i principis del segle xx, època en què el Japó i els Estats Units competeixen pel control de Corea. La sèrie se centra en un seguit de personatges que lluiten a favor de la independència de Corea.
La sèrie va tenir un gran seguiment a Corea del Sud i la crítica en va elogiar la qualitat de la narració, la fotografia i la representació de personatges femenins i de les classes baixes. Alhora, la sèrie també va rebre certes crítiques tan per considerar-la pro-japonesa al justificar les accions dels personatges que trien aquest bàndol com per ser anti-japonesa per reproduir la visió de l'exèrcit japonès com a dolent i els americans com a bons.